# Kavilo
Kavilo (izvirno srbsko Кавило) je naselje v Srbiji, ki upravno spada pod Občino Bačka Topola; slednja pa je del Severnobačkega upravnega okraja.

## Demografija
V naselju živi 192 polnoletnih prebivalcev, pri čemer je njihova povprečna starost 43,3 let (41,6 pri moških in 45,3 pri ženskah). Naselje ima 89 gospodinjstev, pri čemer je povprečno število članov na gospodinjstvo 2,62.
To naselje je v glavnem madžarsko (glede na popis iz leta 2002), a v času zadnjih treh popisov je opazno zmanjšanje števila prebivalcev.
|  |

| Demografija | Demografija     | Demografija     |
| Leto        | Št. prebivalcev | Št. prebivalcev |
| ----------- | --------------- | --------------- |
|             |                 |                 |
|             |                 |                 |
|             |                 |                 |
|             |                 |                 |
| 1948        | 97              |                 |
| 1953        | 229             |                 |
| 1961        | 223             |                 |
| 1971        | 209             |                 |
| 1981        | 276             |                 |
| 1991        | 259             | 259             |
| 2002        | 240             | 233             |
|             |                 |                 |

| Etnična sestava po popisu iz leta 2002 | Etnična sestava po popisu iz leta 2002 | Etnična sestava po popisu iz leta 2002 | Etnična sestava po popisu iz leta 2002 | Etnična sestava po popisu iz leta 2002 |
| -------------------------------------- | -------------------------------------- | -------------------------------------- | -------------------------------------- | -------------------------------------- |
| Madžari                                | Madžari                                |                                        | 215                                    | 92,27%                                 |
| Hrvati                                 | Hrvati                                 |                                        | 2                                      | 0,85%                                  |
| Neznano                                | Neznano                                |                                        | 0                                      | 0,0%                                   |